# ماري (آلهة)

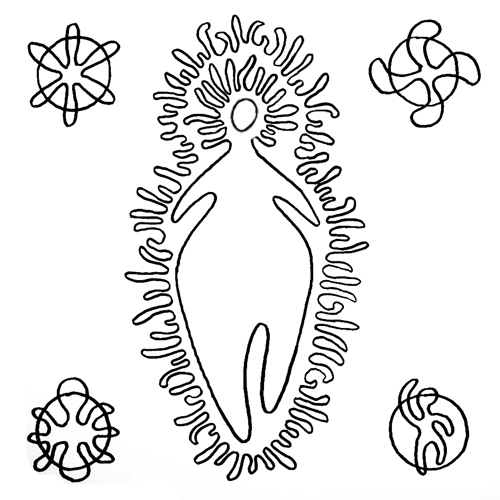
عرض حديث لماري بواسطة جوشوا غوني

ماري ، وتسمى أيضًا ماري أوراكا، وأنبوتوكو ماري ("سيدة أنبوتو ")، ومورومينديكو داما ("سيدة مورومندي ") هي آلهة الباسك . وهي متزوجة من الإله سكر (المعروف أيضًا باسم سوغوي أو ماجو). تربطها الأساطير بالطقس: عندما تسافر هي وماجو معًا سيتساقط البَرَد ، وسيكون خروجها من كهفها مصحوبًا بالعواصف أو الجفاف، وسيحدد الكهف الذي تعيش فيه في أوقات مختلفة الطقس الجاف أو الرطب: الرطب عندما تكون في أنبوتو ؛ تجف عندما تكون في مكان آخر (تتباين التفاصيل). الأماكن الأخرى التي يقال إنها تسكن فيها تشمل سَكَن مورومندي وكهف غوروتزغوري ( أتاون ) وأيزكوري وأرالار ، على الرغم من أنه ليس من الممكن دائمًا التأكد من الأساطير الباسكية التي يجب اعتبارها الأصل.

## أصول الكلمات

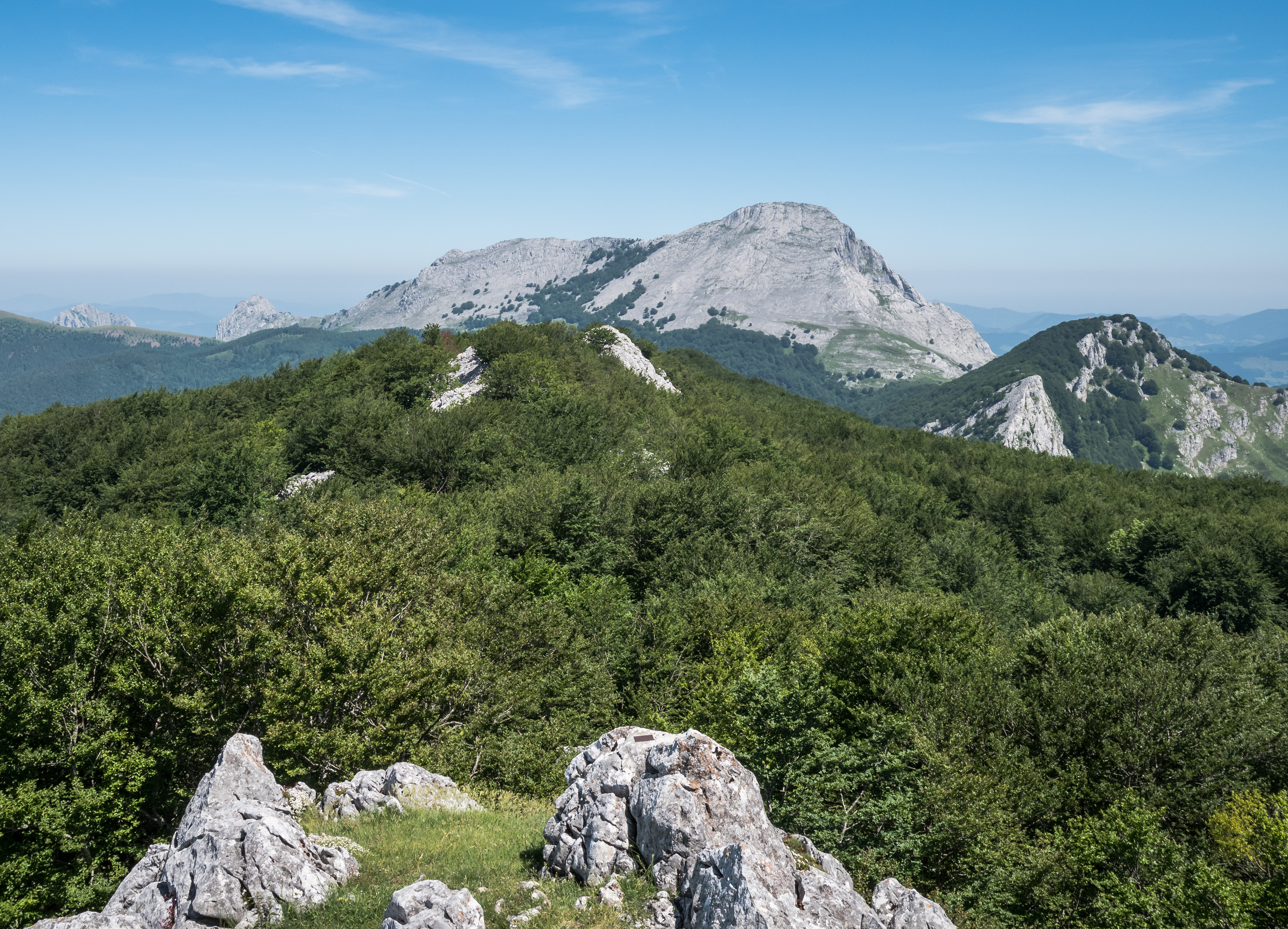
أنبوتو هو أحد الجبال التي من المفترض أن تعيش فيها ماري

ويُعتقد أن ماري هي مشتقة للأماري (الهدية) أو الأماري (الأم + لاحقة المهنة) بحذف حرف العلة الأول. ربما يكون التقارب في الأسماء بين مريم وماري قد ساعد الوثنيين على تكييف عبادتهم لماري والقيام بالتبجيل المسيحي لمريم العذراء ،  ( (بالبشكنشية: أندريه ماريا)‏ بيسكايان أول اقتباس مكتوب معروف لـ "سيدة أمبوتو" قدّمه المؤرخ تشارلز الخامس إستيبان دي غاريباي زامالوا [الإنجليزية] في كتابه التذكاري التاريخي بالإسبانية [الإنجليزية] .

## الأساطير المرتبطة بماري
ماري هي الشخصية الرئيسية في الأساطير الباسكية ، ولها طبيعة تشبه الإله، على عكس المخلوقات الأخرى التي تشترك في نفس البيئة الروحية. غالبًا ما تُرى ماري على أنها امرأة ترتدي اللون الأحمر. يُنظر إليها أيضًا على أنها امرأة من نار وامرأة-شجرة وصاعقة. بالإضافة إلى ذلك، تم ملاحظتها مع الحيوانات الحمراء (البقرة، الكبش، الحصان)، ومع الماعز الأسود. ترتبط ماري بقوى الطبيعة المختلفة، بما في ذلك الرعد والرياح .
تعيش ماري تحت الأرض، عادة في كهف في جبل مرتفع، حيث تلتقي هي وزوجها سوجار كل يوم جمعة (ليلة أكيلاري أو اجتماع الساحرات) لتحمل العواصف التي ستجلب الخصوبة، أو في بعض الأحيان الكوارث، إلى الأرض و الناس. تخدم ماري محكمة سورجيناك (الساحرات)، ويقال إنها تقدم أدلة "على الإنكار والاعتراف" (أي على الباطل).

## التنصير
سانتا مارينا ، قديس ذو سمعة جيدة في إقليم الباسك ، وهو نسخة مسيحية من ماري. لا تزال نساء الباسك يتذرعن بحماية سانتا مارينا ضد اللعنات وللمساعدة في الولادة.
التوافق الأكثر قبولا هو مع مريم العذراء. يتم تبجيلها على نطاق واسع من قبل الباسك الكاثوليك المعاصرين.

## أنظر أيضا
- مريمان
- سكر
- سورجيناك
- باساجون
- لمياء (أساطير الباسك)
- آتكس

## روابط خارجية
- ماري وأساطير الباسك الأخرى ، صفحة بوبر الباسكية